# Nicolaus-Copernicus-Planetarium

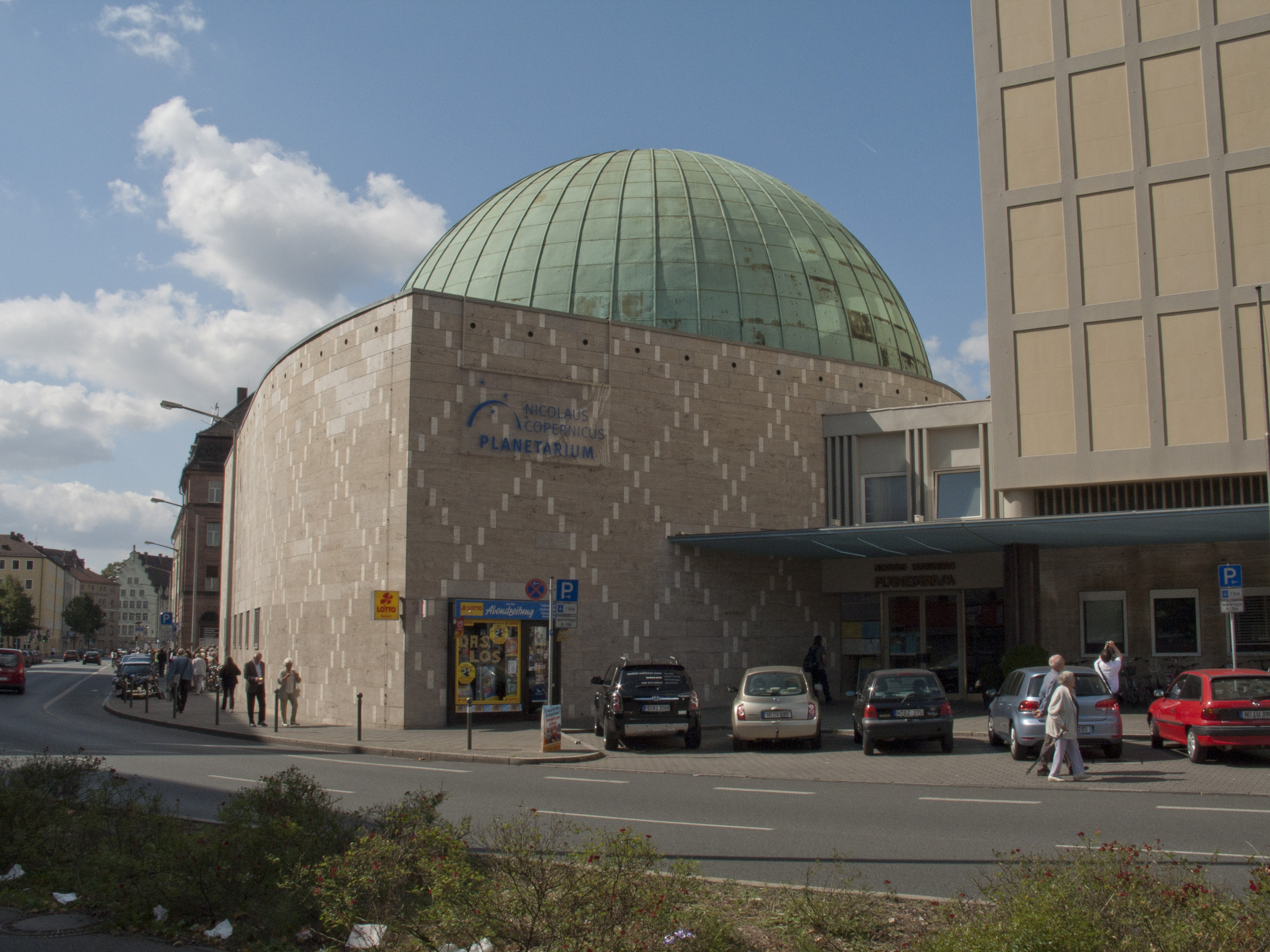
Nicolaus-Copernicus-Planetarium am Plärrer in Nürnberg

Das Nicolaus-Copernicus-Planetarium in Nürnberg am innerstädtischen Verkehrsknotenpunkt Plärrer ist das einzige Großplanetarium in Bayern. Gemeinsam mit dem Bildungszentrum Nürnberg (Volkshochschule) und der Stadtbibliothek Nürnberg bildet es den Bildungscampus Nürnberg. Im Jahr 2017 wurden 78.000 Besucher verzeichnet.

## Geschichte

### Erstes Planetarium

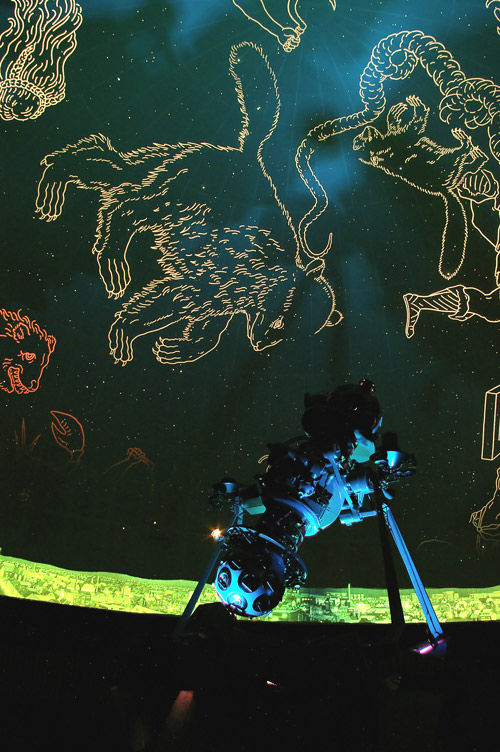
Veranstaltung im Nicolaus-Copernicus-Planetarium unter Verwendung der analogen Technik

Am 12. Februar 1925 wurde der Kaufvertrag für den ersten Planetariumprojektor in Nürnberg unterschrieben. Der Projektor Zeiss Modell II wurde in der 23-Meter-Kuppel des Planetariums, dessen feierliche Eröffnung am 10. April 1927 stattfand, aufgestellt. Das Planetarium wurde vom Architekten Otto Ernst Schweizer entworfen und befand sich am Rathenauplatz im eingeebneten Stadtgraben nahe dem Wöhrder Tor. Die antisemitische Ideologie der Nationalsozialisten besiegelte das Ende des ersten Nürnberger Planetariums. Es wurde auf Bestreben von Gauleiter Julius Streicher aufgrund seines angeblich „synagogen-ähnlichen“ Baustils abgerissen. Der Projektor überstand den Krieg auseinandergebaut im sogenannten Kunstbunker unter der Kaiserburg. Zur Erinnerung an das erste Planetarium hat die Nürnberger Astronomische Gesellschaft e. V. (seit 2021 umbenannt in Astronomische Gesellschaft in der Metropolregion Nürnberg e. V. (AGN)) am 10. April 2013 an der Umspannanlage der N-ERGIE am Rathenauplatz eine Gedenktafel angebracht.

### Wiedereröffnung
Im Jahre 1961 wurde der Projektor in den Zeiss-Werken in Oberkochen renoviert und zu einem Modell III erweitert. Am 11. Dezember 1961 erfolgte die Wiedereröffnung im neuen Kuppelsaal, nun am Plärrer gelegen. Anlässlich des 500. Geburtstages von Nikolaus Kopernikus wurde das Planetarium 1973 in Nicolaus-Copernicus-Planetarium Nürnberg umbenannt. Im Jahre 1977 wurde das Modell III durch ein Zeiss Modell V ersetzt, das sich noch in Betrieb befindet. Das Gebäude wurde 2000 renoviert. Im Jahre 2010 folgte die Ausstattung mit einem digitalen Projektionssystem Definiti 4K System der Firma Sky-Skan inc.
Seit diesem Zeitpunkt wird der Spielplan ständig erweitert und auch nichtastronomische Themen nehmen einen größeren Platz ein. Dies zeigt sich z. B. durch die in Nürnberg selbst erstellte Full-Dome-Show Vom Adler zum Spaceshuttle, die 175 Jahre Mobilität zum Thema hat.
Auch bisher mit klassischer Technik gezeigte Produktionen werden nach und nach auf die Full-Dome-Technik umgestellt. Hier machte Peterchens Mondfahrt den Anfang. Die Realisierung erfolgte im Sommer 2015.

## Technik
- Digitale Fulldome-Projektion mit Definiti 4K System der Firma Sky-Skan (2 Sony SXRD 4K Projektoren und DigitalSky 2 in Verbindung mit Digital Universe)
- 5.1 Surround-Sound
- Planetariumsprojektor Zeiss Modell V
- Multivision mit ca. 40 Diaprojektoren und ca. 50 Effektprojektoren, Videoprojektion mit zwei Barco CRT-Projektoren
- Professionelle A/V-Computersteuerung
- Durchmesser der Projektionskuppel: 18 m
- Sitzkapazität: ca. 200 Plätze

## Programm
Normalerweise wird jeden ersten Mittwoch im Monat unter dem Titel Der aktuelle Sternenhimmel der aktuelle Sternenhimmel über Nürnberg in einem Live-Vortrag ausführlich erläutert. Auch hier wird inzwischen die klassische Planetariumstechnik durch das digitale System ergänzt. Aktuelle Stellungen von Mond und Planeten werden dargestellt und auf bevorstehende Himmelsereignisse hingewiesen. Sternfreunde erhalten Anregungen für die eigene Beobachtung und für den Besuch auf der Sternwarte.
Neben den regulären Planetariumsveranstaltungen bietet das Planetarium Nürnberg ein umfassendes Programm für Schulen. Wissenschaftliche Vorträge und kulturelle Veranstaltungen runden das Angebot ab. In der regelmäßig gezeigten Vorführung Reise durch das Universum wird eine Reise quer durch das Weltall unternommen.